# Беллетский наслег
Беллетский наслег или Беллетский эвенкийский национальный наслег — сельское поселение в Алданском районе Якутии Российской Федерации.
Административный центр — село Хатыстыр.

## История
Статус и границы сельского поселения установлены Законом Республики Саха (Якутия) от 30 ноября 2004 года N 173-З N 353-III «Об установлении границ и о наделении статусом городского и сельского поселений муниципальных образований Республики Саха (Якутия)»

## Население
| 2002  | 2010  | 2011  | 2012  | 2013  | 2014  | 2015  |
| ----- | ----- | ----- | ----- | ----- | ----- | ----- |
| 1616  | ↗1760 | ↘1743 | ↗1745 | ↗1748 | ↗1749 | ↗1767 |
| 2016  | 2017  | 2018  | 2019  | 2020  | 2021  |       |
| ↘1753 | ↘1743 | ↘1738 | ↘1707 | ↘1695 | ↗1714 |       |

## Состав сельского поселения
| № | Населённый пункт | Тип населённого пункта       | Население |
| - | ---------------- | ---------------------------- | --------- |
| 1 | Угоян            | посёлок                      | ↘291      |
| 2 | Хатыстыр         | село, административный центр | ↗1437     |

## Хыхыстырский человек
Хыхыстырский человек был обнаружен в пещере у села Хатыстыр в 1962 году. Результаты статистического анализа показали наибольшее сходство черепа хатыстырского человека с носителями серовской культуры Прибайкалья и неолитическим населением Барабинской лесостепи. Для хатыстырского человека в Университете Хоккайдо была получена радиоуглеродная дата 9010±30 л. н. (калиброванный (календарный) возраст — 8290—8220 лет до н. э.). Геном хатыстырского человека связан с геномами предков уралоязычных народов. Сравнение его данных с ДНК из других погребениях в Якутии показало, что Якутия была населена генетически разнообразными  популяциями, что свидетельствует о сложных миграционных процессах.